# Nazionale maschile di calcio del Galles
La nazionale di calcio del Galles (gall. Tîm pêl-droed cenedlaethol Cymru, ingl. Wales national football team) è la selezione calcistica rappresentativa del Galles, posta sotto l'egida della Football Association of Wales (FAW).
Il Galles vanta due partecipazioni al campionato del mondo (1958 e 2022) e due al campionato d'Europa (2016 e 2020). Al campionato del mondo del 1958 la nazionale gallese giunse ai quarti di finale, dove venne eliminata dal Brasile, poi campione, mentre al campionato d'Europa del 2016 raggiunse le semifinali, arrendendosi soltanto al Portogallo, poi vincitore del torneo. La squadra vanta nel proprio palmarès 12 vittorie nel Torneo Interbritannico, la più antica competizione tra squadre nazionali di calcio.
I primatisti di presenze nella selezione sono Chris Gunter e Gareth Bale (109), mentre il capocannoniere è Gareth Bale (41). Il Galles occupa il 28º posto nel ranking FIFA.

## Storia

### Inizi
Il Galles giocò il suo primo incontro ufficiale il 25 marzo 1875 a Glasgow contro la Scozia, diventando così la terza nazionale di calcio più "vecchia" nella storia. Gli scozzesi vinsero per 4-0 questo incontro, ma fu comunque organizzata una rivincita per l'anno successivo: il 5 maggio 1877, presso il The Racecourse Ground di Wrexham, si giocò il primo incontro calcistico della storia su suolo gallese, che si concluse con la vittoria per 2-0 sempre degli ospiti. Due anni più tardi fu organizzato anche il primo match contro l'Inghilterra: la partita fu disputata al Kennington Oval di Londra e vide la vittoria per 2-1 degli inglesi; nel 1882 il Galles sfidò anche l'Irlanda, vincendo per 7-1 nello stadio di casa di Wrexham.
Il 6 dicembre 1882 le federazioni calcistiche delle quattro Home Nations (Inghilterra, Irlanda, Scozia e Galles) si riunirono presso Manchester per definire delle regole del gioco valide per tutto il mondo e fondando così l'International Football Association Board (IFAB), ancora oggi in funzione seppur con una composizione in parte alterata. Successivamente, nel corso della stagione 1883-1884, queste quattro federazioni fondarono anche il Torneo Interbritannico (in inglese British Home Championship), che si svolse fino al 1984 e che i gallesi vinsero nella loro storia per 12 volte..
La Federazione calcistica del Galles (FAW) aderì inizialmente alla FIFA nel 1906, ma, poiché le relazioni tra il massimo organo governativo del calcio e le associazioni calcistiche britanniche non erano delle migliori e s'incrinarono presto, nel 1928 i gallesi ne uscirono per una disputa sul pagamento dei giocatori dilettanti. Come conseguenza, ai Dragoni fu impedito di partecipare alle prime tre edizioni del mondiale.
Nel 1932 il Galles giocò la sua prima partita contro una nazionale non britannica: quella dell'Irlanda; un anno dopo venne l'ora anche del primo incontro lontano dalle isole britanniche: a Parigi giocarono contro la Francia pareggiando per 1-1.
Dopo la Seconda guerra mondiale, insieme alle altre Home Nations, anche i Gallesi rientrarono nella FIFA e presero parte alle qualificazioni ai Mondiali del 1950. I Dragoni finirono però ultimi nel loro raggruppamento e mancarono la qualificazione alla fase finale in Brasile. Gli anni 1950, tuttavia, furono l'epoca d'oro del calcio gallese: nella nazionale scesero in campo giocatori del calibro di Ivor Allchurch, Cliff Jones, Alf Sherwood, Jack Kelsey, Trevor Ford, Ron Burgess, Terry Medwin e, soprattutto, John Charles.

### Gli anni d'oro: il mondiale del 1958

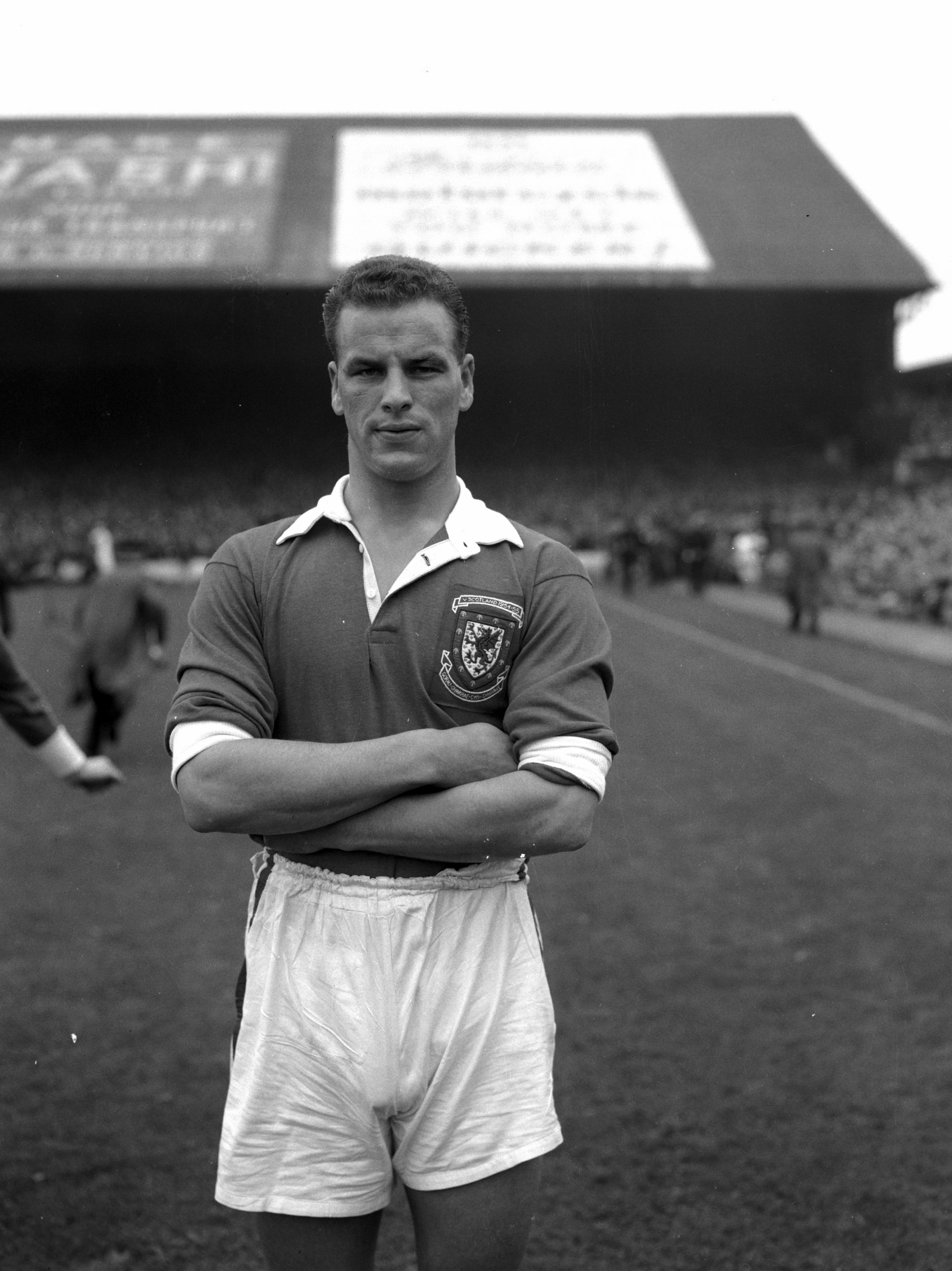
John Charles nel 1954, in campo per il Galles in un match contro la Scozia

Il Galles partecipò per la prima volta a un campionato mondiale di calcio nel 1958, quando la competizione iridata era ospitata dalla Svezia. Il cammino per la qualificazione fu comunque alquanto complesso e inusuale: i Dragoni avevano infatti concluso il loro girone preliminare al secondo posto, dietro alla Cecoslovacchia e non avevano dunque ottenuto il pass per la fase finale. Intervennero però a quel punto le difficoltà politiche nel Medio Oriente: l'Egitto e il Sudan si rifiutarono di giocare la loro partita di qualificazione contro l'Israele per la Crisi di Suez, nonostante la FIFA si fosse impegnata a promettere che tali incontri si sarebbero giocati in campo neutro. La FIFA fu costretta a dare le due partite vinte a tavolino per gli israeliani, ma impedì loro di ottenere subito il pass per il mondiale, senza aver mai giocato nemmeno un incontro di qualificazione, optando per organizzare uno spareggio alquanto insolito proprio contro il Galles.
I Dragoni vinsero facile sia all'andata che al ritorno: 2-0 al Ramat Gan Stadium e sempre 2-0 al Ninian Park di Cardiff ottenendo così la loro prima qualificazione al Campionato mondiale di Calcio. In Svezia il Galles fu inserito nel gruppo C con i padroni di casa, l'Ungheria e il Messico: i gallesi figurarono molto bene, riuscendo a passare il turno grazie al secondo posto conquistato nel raggruppamento, pur arrendendosi poi ai quarti di finale contro il Brasile, futuro campione del torneo. In quest'ultima gara comunque i Dragoni, già sfavoriti ad armi pari, dovettero sostenere anche l'assenza del loro più forte giocatore: John Charles e subirono un'onorevole sconfitta per 1-0, unica rete siglata da un diciassettenne Pelé, alla sua prima marcatura con la casacca verdeoro.
Il memorabile cammino del Galles al mondiale del 1958 fu di ispirazione per il libro When Pele Broke Our Hearts: Wales and the 1958 World Cup scritto da Mario Risoli ed edito da St David's Press, opera dalla quale fu anche tratto un documentario che ricevette una nomination ai Bafta Cymru Awards.

### Anni 1970 e 1980: tra gioie e delusioni
Dalla fondazione del campionato europeo di calcio nel 1960 fino alla partecipazione all'edizione del 2016, il Galles non riuscì mai a disputare la fase finale del torneo. Nel 1976 la squadra, allenata da Mike Smith, riuscì a vincere il proprio gruppo di qualificazione, formato dall'Ungheria, dall'Austria e dal Lussemburgo; prima del 1980, tuttavia, partecipavano alla fase finale del torneo solamente quattro nazionali, per cui i Dragoni dovettero affrontare in uno spareggio con gara di andata e ritorno, la Jugoslavia. Il match d'andata, disputatosi in Zagabria, vide la vittoria per 2-0 dei padroni di casa. Per aggiudicarsi lo spareggio i gallesi sarebbero stati costretti a vincere con tre goal di scarto nel ritorno, ma al Ninian Park si fermarono sull'1-1, vedendo così sfumare l'obiettivo sogno della partecipazione al campionato d'Europa.
L'anno successivo il Galles riuscì nell'impresa, per la prima volta dopo quarantadue anni, di sconfiggere l'Inghilterra su suolo inglese, collezionando peraltro la sua prima vittoria a Wembley, grazie a una rete su rigore di Leighton James. Tre anni dopo i gallesi bissarono il successo, questa volta sul campo casalingo di Wrexham, sconfiggendo gli inglesi per 4-1, grazie alle marcature di Mickey Thomas, Ian Walsh, Leighton James e a un autogol di Phil Thompson; questa vittoria impedì peraltro agli inglesi di vincere il Torneo Interbritannico di quell'anno, consegnandolo all'Irlanda del Nord.

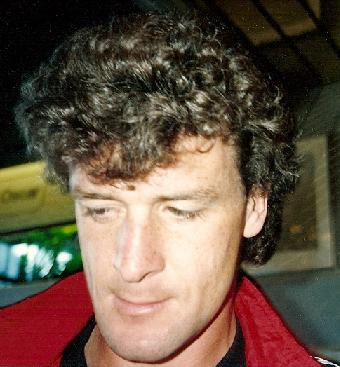
Mark Hughes, stella della nazionale gallese tra gli anni 1980 e 1990 successivamente anche CT dei Dragoni

Durante le qualificazioni a Spagna 1982 il Galles, allenato da Mike England, sfiorò il passaggio del turno, venendo eliminato soltanto per differenza reti dopo aver perso l'ultimo incontro per 3-0 contro l'Unione Sovietica, nonostante il motivo dell'eliminazione sia da attribuire più che a questa sconfitta al clamoroso pareggio casalingo per 2-2 nella penultima gara del girone contro la modesta Islanda.
Simile se non uguale fu il destino dei Dragoni alle qualificazioni per il mondiale successivo: trainati dai goal di Mark Hughes prima schiantarono la Spagna con un risultato di 3-0 e poi sconfissero la Scozia ad Hampden Park per 1-0, ma nuovamente i sogni gallesi furono fermati dall'Islanda che li sconfisse per 1-0 a Reykjavík, sancendone nuovamente l'eliminazione.

### Gli anni 1990 e la crisi
Sotto la guida di Terry Yorath il Galles raggiunse quello che allora era il suo massimo piazzamento nel ranking FIFA, ovvero la ventisettesima posizione; il record è stato poi battuto con il 21º posto ottenuto nel maggio 2015 e il 17° raggiunto nel luglio 2016. I Dragoni sfiorarono nuovamente l'accesso alla fase finale dei mondiali: nell'ultima giornata delle qualificazioni al mondiale del 1994 i gallesi, obbligati a vincere contro la Romania, persero per 2-1, con Paul Bodin che, sul risultato di parità, sbagliò anche un calcio di rigore.
In seguito a questa mancata qualificazione la FAW decise di non rinnovare il contratto a Yorath, optando per ingaggiare temporaneamente John Toshack, che, tuttavia, rassegnò le proprie dimissioni dopo un solo match (sconfitta per 3-1 contro la Norvegia), adducendo come motivazione l'insorgere di alcuni problemi con la federazione. Mike Smith assunse per la seconda volta la guida dei Dragoni con l'obbiettivo di raggiungere la qualificazione a campionato d'Europa del 1996, ma i gallesi giocarono un girone preliminare molto deludente, subendo sconfitte da Moldavia e Georgia. Smith fu quindi esonerato e al suo posto subentrò Bobby Gould.
Sotto la guida di Gould il Galles dovette affrontare un periodo di grandissima difficoltà. I tre principali giocatori della squadra (Nathan Blake, Robbie Savage e Mark Hughes), entrati in collisione con l'allenatore, lasciarono la nazionale, mentre i risultati furono più che deludenti: sotto tale gestione arrivarono la sconfitta in amichevole per 2-1 contro il modesto Leyton Orient e la sconfitta per 7-1 contro i Paesi Bassi. Nel giugno 1999, in seguito a una sconfitta per 4-0 contro l'Italia, Gould rassegnò le proprie dimissioni e la FAW scelse di assegnare la guida della squadra, almeno per il match contro la Danimarca che si sarebbe tenuto quattro giorni dopo, alle due ex stelle della nazionale Mark Hughes e Neville Southall.

### Anni 2000: da Hughes al Toshack-bis
Hughes fu confermato poi come ct della nazionale, andando vicino a portarla alla qualificazione al campionato d'Europa del 2004: il Galles fu infatti eliminato nello spareggio contro la Russia. Questa sfida non fu comunque priva di controversie, in quanto al centrocampista russo Yegor Titov, in seguito a un controllo antidoping dopo la gara d'andata (0-0 a Mosca), fu trovata in corpo una sostanza vietata. Nonostante questo fatto, la UEFA decise di non procedere con controlli più specifici su tutta la squadra, limitandosi solamente a squalificare Titov. Nella gara di ritorno, a Cardiff, gli ospiti vinsero per 1-0, spegnendo i sogni di partecipazione all'europeo al Galles.

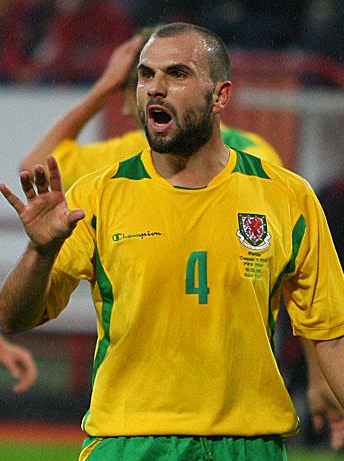
Carl Fletcher in campo per il Galles in un match di qualificazione a Sudafrica 2010

Dopo una brutta partenza nel torneo di qualificazione al campionato del mondo del 2006, Hughes decise di dimettersi per andare ad allenare i Blackburn in Premier League, e quindi la FAW scelse di riaffidare la squadra a John Toshack. Nelle qualificazioni a Euro 2008 il Galles, inserito nel Gruppo D con Germania, Rep. Ceca. Slovacchia, Irlanda, Cipro e San Marino, finì al quinto posto nel proprio raggruppamento, mescolando buoni risultati (un pari in Germania o un roboante 5-2 alla Slovacchia) con cocenti delusioni, tra cui le sconfitte contro Cipro e Slovacchia, quest'ultima addirittura per 5-1. Nonostante la qualificazione mancata di molto, arrivò anche qualche segnale positivo per il movimento calcistico gallese, come per esempio l'inserimento in squadra di molti giovani promettenti prelevati dall'Under-21 come Gareth Bale e Aaron Ramsey.
Nelle qualificazioni al mondiale sudafricano del 2010 il Galles partì bene, mettendo in fila due buone vittorie contro Azerbaigian e Liechtenstein. Successivamente però i Dragoni persero 2-1 a Mosca contro la Russia e 1-0 a Mönchengladbach contro la Germania (in quest'ultima partita comunque la prestazione dei gallesi fu notevole, in quanto riuscirono a resistere per oltre settanta minuti contro i ben più forti tedeschi) e le speranze di qualificazioni si affievolirono notevolmente, per poi essere totalmente annientate dopo due sconfitte in casa, entrambe per 2-0, contro Finlandia e Germania.
Toshack rassegnò le proprie dimissioni da allenatore del Galles il 9 settembre 2010 mentre la squadra era impegnata nelle qualificazioni a Euro 2012, in seguito alla sconfitta in trasferta contro il Montenegro per 1-0 nella gara inaugurale del girone preliminare. Al suo posto la Federazione scelse l'allenatore dell'Under-21 Brian Flynn, Flynn durò però soltanto due partite sulla panchina gallese e venne esonerato nel dicembre di quello stesso anno dopo le sconfitte con Bulgaria e Svizzera.

### Anni 2010: le semifinali all'europeo 2016
Il 14 dicembre 2010 fu nominato CT dei Dragoni Gary Speed, già giocatore per il Galles, il quale esordì l'8 febbraio 2011 per il match inaugurale della prima Nations Cup, perdendo per 3-0 contro l'Irlanda di Trapattoni. Il 26 maggio di quello stesso anno Speed esordì col Galles nelle qualificazioni agli Europei 2012, e nominò capitano Aaron Ramsey, che a ventidue anni divenne il più giovane capitano della storia della nazionale gallese. Nell'agosto del 2011, in seguito alla sconfitta per 2-0 contro l'Inghilterra, i Dragoni finirono al 117º posto del ranking FIFA, il loro peggior risultato nella storia. Nei mesi successivi il Galles mise in fila un discreto numero di successi (2-1 al Montenegro, 2-0 alla Svizzera e 1-0 alla Bulgaria) e risalì entro ottobre di quello stesso anno al 49º posto, ricevendo il premio non ufficiale di big mover nel ranking (riconoscimento ufficioso destinato alla nazionale che compie il maggior numero di passi in avanti nel ranking FIFA nel tempo posto tra un aggiornamento e l'altro dello stesso).

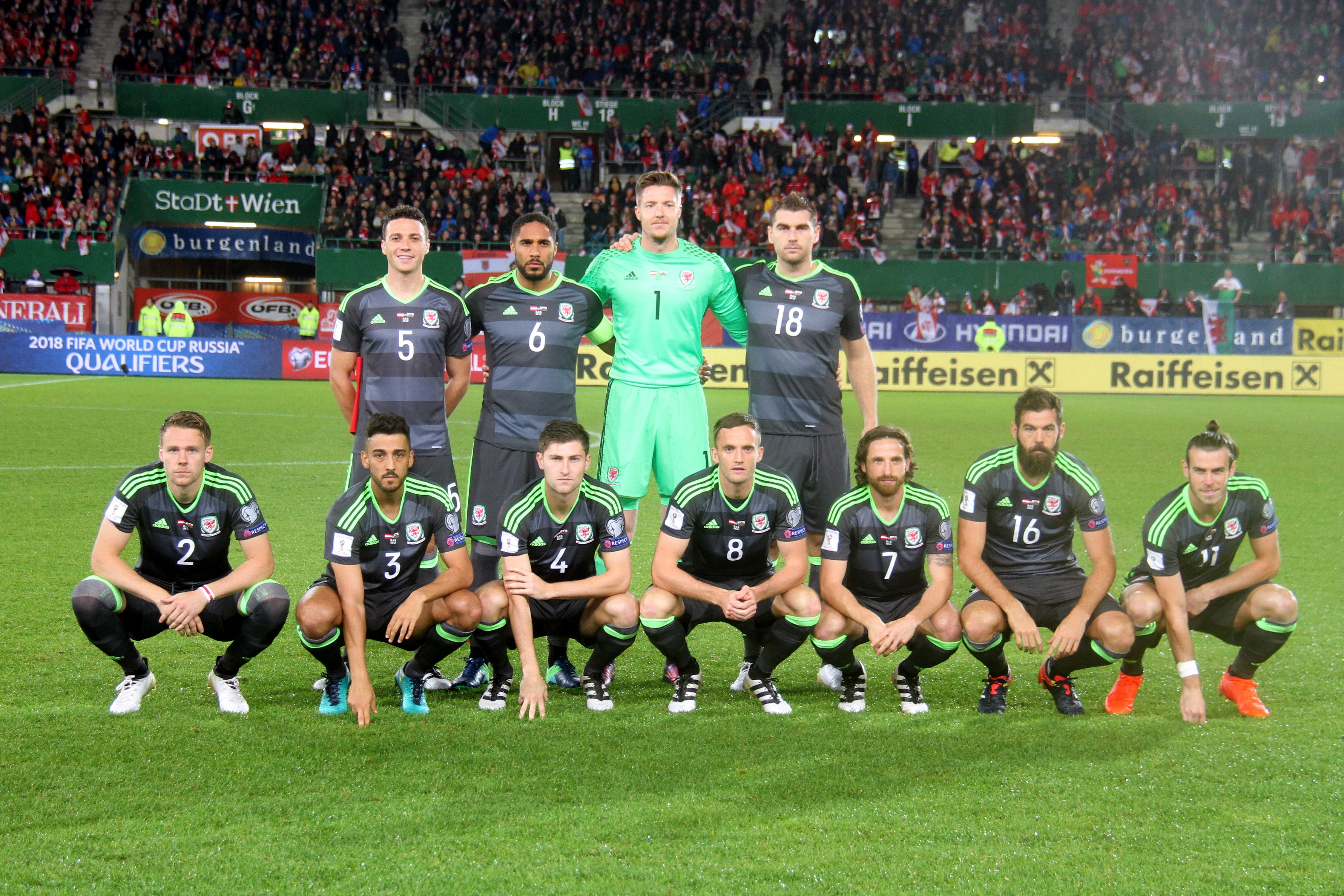
Una formazione del Galles, semifinalista al campionato europeo di Francia, nell'ottobre 2016

L'ultimo incontro di Speed sulla panchina dei gallesi fu un'amichevole contro la Norvegia, il 12 novembre 2011, vinto per 4-1. L'uomo fu poi trovato morto nel proprio appartamento il 27 di quel mese: secondo la polizia si era suicidato impiccandosi. La FAW scelse di affidare la squadra a Chris Coleman, che entrò in attività come CT il 19 gennaio 2012. Il cammino di qualificazione al mondiale del 2014 fu molto difficile: i Dragoni persero all'esordio 2-0 contro il Belgio, mentre nella partita successiva subirono un'umiliante sconfitta per 6-1 contro la Serbia. Coleman decise di cambiare capitano, affidando la fascia ad Ashley Williams, ma la squadra non riuscì a recuperare nel girone di qualificazione, ma una sconfitta per 2-1 contro la Croazia precluse ogni speranza di qualificazione.
Nell'aprile del 2013 la federazione decise di aprire Dragon Park, un centro per lo sviluppo delle giovanili gallesi, oltre che del calcio femminile, presso Newport.
Il Galles, inserito nel gruppo B delle qualificazioni al campionato europeo del 2016, partì nel modo migliore: nel maggio 2015 la squadra raggiunse anche la propria miglior posizione di sempre nella classifica mondiale della FIFA, il 21º posto, e nelle prime cinque partite mise a referto tre vittorie e due pareggi. Il 9 luglio 2015, in virtù degli ottimi risultati (come la vittoria per 1-0 sul Belgio, all'epoca secondo nel ranking FIFA), il Galles entrò per la prima volta tra le migliori dieci di tale classifica, con uno storico 10º posto. Dopo l'aggiornamento del 6 agosto 2015 la squadra ottenne posizioni ancora migliori, accreditandosi come una delle migliori squadre del mondo.
Il 10 ottobre 2015, nonostante la sconfitta per 2-0 con la Bosnia ed Erzegovina, si qualificò con un turno d'anticipo al campionato europeo di Francia, approdando per la prima volta alla fase finale di un campionato d'Europa. La compagine allenata da Coleman vinse all'esordio contro la Slovacchia (2-0), poi perse contro l'Inghilterra (1-2) e batté la Russia, chiudendo il proprio raggruppamento al primo posto. Eliminò in seguito l'Irlanda del Nord negli ottavi di finale (1-0) e anche il favorito Belgio ai quarti di finale (3-1), per poi terminare il memorabile cammino in semifinale, dove fu sconfitta 2-0 dal Portogallo, poi vincitore del torneo.
Nel settembre 2016 il Galles aprì la campagna di qualificazione al campionato del mondo 2018 con grandi aspettative, conseguendo una larga vittoria in casa (4-0) contro la Moldavia. Seguirono, però, cinque pareggi consecutivi ,che rallentarono la marcia verso la qualificazione. Dopo tre vittorie consecutive, la sconfitta interna subita contro l'Irlanda sancì il terzo posto finale nel girone e dunque l'eliminazione del Galles.

### Anni 2020: da Giggs a Page, il ritorno ai mondiali
Dopo le dimissioni di Coleman nel novembre 2017, la panchina fu affidata, nel giugno 2018, a Ryan Giggs, che condusse i suoi alla qualificazione al campionato d'Europa 2020: malgrado un brutto inizio, con due sconfitte nelle prime tre partite di qualificazione, il Galles rimase imbattuto nelle gare successive e ottenne il secondo posto nel girone, necessario per approdare alla fase finale del torneo. Nella UEFA Nations League 2018-2019 i gallesi chiusero al secondo posto il proprio girone di Lega B, alle spalle della Danimarca e davanti all'Irlanda, con due vittorie e due sconfitte.
Nella UEFA Nations League 2020-2021 la squadra, che per le ultime due partite fu guidata ad interim da Robert Page, con Giggs tenuto fuori per problemi giudiziari, riuscì a rimanere imbattuta, vincendo cinque partite e pareggiandone una nel proprio girone di Lega B. Il primo posto nel raggruppamento valse la promozione in Lega A.
Al campionato d'Europa 2020, disputatosi nel 2021 stante il rinvio dovuto alla pandemia di COVID-19, i gallesi, allenati da Page a causa del perdurare dei problemi giudiziari di Giggs, si piazzarono secondi nel gruppo vinto dall'Italia, futura vincitrice del torneo, con una vittoria (2-0 contro la Turchia), un pareggio (1-1 contro la Svizzera) e una sconfitta (1-0 contro l'Italia), e poi si fermarono agli ottavi di finale, eliminati dalla Danimarca.
La partecipazione alla UEFA Nations League 2022-2023 si rivelò un fallimento per la selezione gallese, piazzatasi ultima nel proprio girone di Lega A con un pareggio e 5 sconfitte in 6 partite. Nel girone di qualificazione al campionato del mondo 2022 la squadra di Page si piazzò, invece, seconda, alle spalle del Belgio, accedendo ai play-off. Qui eliminò l'Austria in semifinale (2-1) e vinse la finale contro l'Ucraina (1-0), qualificandosi al mondiale per la prima volta dal 1958. La partecipazione alla rassegna qatariota fu un fallimento: i gallesi pareggiarono all'esordio (1-1) contro gli Stati Uniti, poi furono sconfitti sia dall'Iran (0-2) sia dall'Inghilterra (0-3), venendo eliminati a causa dell'ultimo posto nel girone.
Perso il capitano di lungo corso Gareth Bale, ritiratosi nel gennaio 2023 dalla nazionale, nelle qualificazioni al campionato d'Europa 2024 i gallesi si piazzarono terzi nel girone vinto dalla Turchia, a quattro punti dalla Croazia seconda. Il posto occupato nella graduatoria complessiva della UEFA Nations League 2022-2023 garantì comunque un posto negli spareggi per l'europeo, dove i gallesi eliminarono in semifinale la Finlandia (4-1), ma furono eliminati in finale dalla Polonia, perdendo a Cardiff ai tiri di rigore per 5-4 (0-0 dopo i tempi supplementari).

## Strutture calcistiche

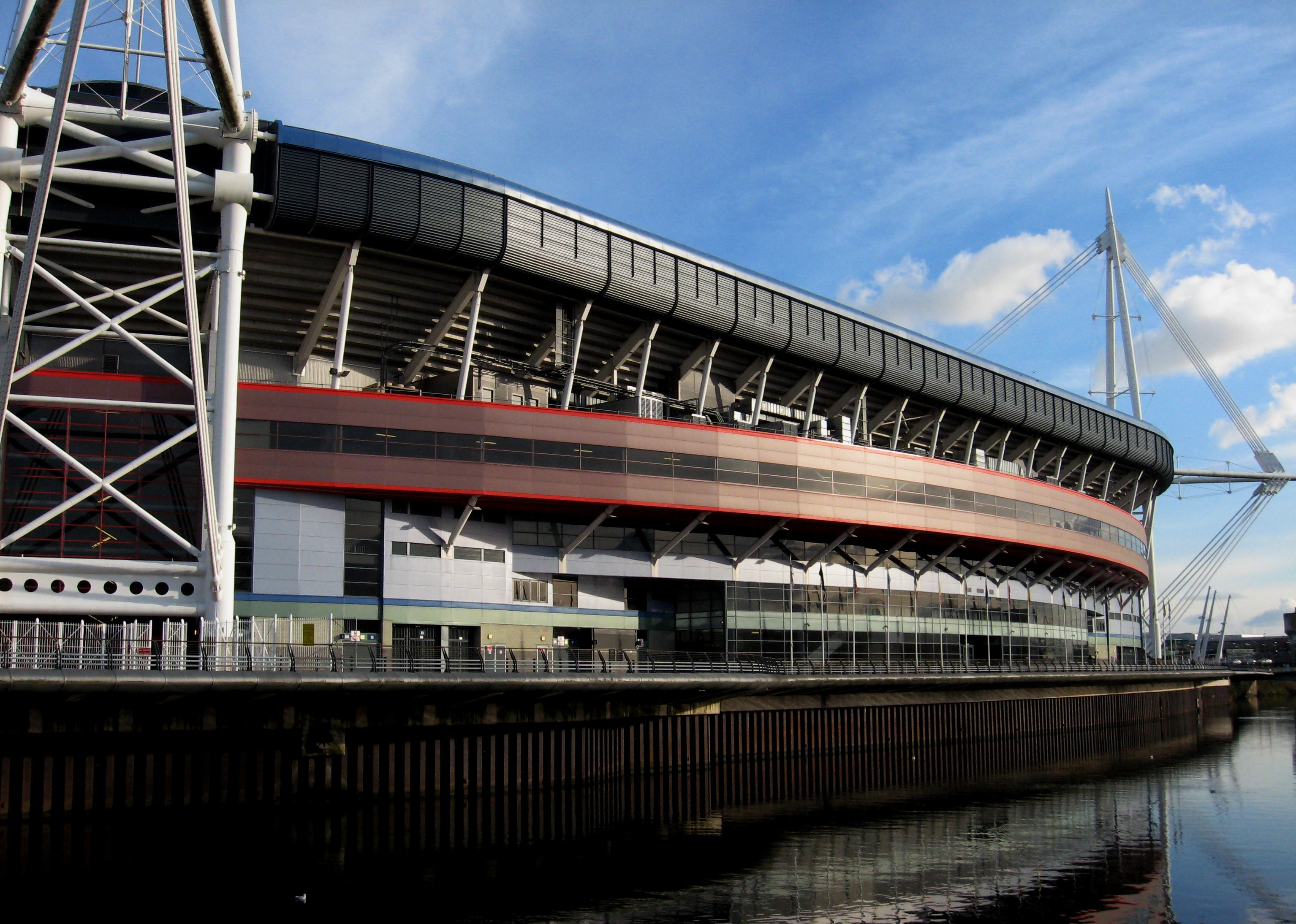
Il Millennium Stadium di Cardiff, casa della nazionale di calcio del Galles fino al 2010

Dal 2000 al 2010 la nazionale di calcio del Galles ha giocato la maggior parte delle proprie partite casalinghe nel Millennium Stadium di Cardiff, impianto che condivideva con la nazionale di rugby ed edificato nel 1999 per ospitare la Coppa del Mondo di rugby 1999. Prima di quell'anno i Dragoni giocarono prima le loro partite in diversi stadi, principalmente quelli di Cardiff, Swansea e Wrexham e successivamente nel Cardiff Arms Park.
Il primo match del Galles nel Millennium Stadium fu contro la Finlandia il 29 marzo 2000. I finlandesi vinsero l'incontro per 2-1: il primo goal in assoluto segnato nello stadio fu di Jari Litmanen, mentre il primo di un gallese fu firmato da Ryan Giggs.
Quando nel 2009 fu inaugurato il Cardiff City Stadium, la FAW decise di organizzare alcune amichevoli in questo nuovo impianto, alternando invece i match ufficiali tra i Millennium Stadium, il Liberty Stadium di Swansea e il Racecourse Ground di Wrexham. Il Millennium Stadium fu, però, usato sempre meno, in quanto era molto raro che, dati anche gli scarsi risultati della nazionale in quel periodo, venisse riempito per più del 50% della propria capienza. Durante le qualificazioni al campionato d'Europa 2012 i Dragoni giocarono a Swansea o al Cardiff City Stadium, fuorché il derby contro l'Inghilterra, unico incontro giocato al Millennium. Tale alternanza fu mantenuta anche per le qualificazioni al mondiale di Brasile 2014, mentre all'inizio del torneo di qualificazione al campionato d'Europa del 2016, dopo l'ampliamento a 33 000 posti di quest'impianto, il Galles si è trasferito definitivamente al Cardiff City Stadium.

## Colori e simboli

### Lo stemma
Il primo stemma usato sulle casacche dei Dragoni per i primissimi match ufficiali era l'emblema del Principe del Galles, rappresentante tre penne di struzzo in una corona e ora, in maniera stilizzata, utilizzato dalla nazionale di rugby. Successivamente la federazione utilizzò diversi emblemi, che introdussero la figura del dragone.
L'attuale stemma della Federazione calcistica del Galles deriva da un precedente scudo disegnato nel 1951 da H. Ellis Tomilson per festeggiare i 75 anni di esistenza della stessa FAW. Esso presentava il dragone rosso che campeggia anche al centro della bandiera nazionale posto al centro di uno scudo bordato di verde, nel bordo erano posti undici porri (pianta simbolo nazionale del Galles) colorati di giallo che rappresentano gli undici giocatori in campo. In basso si trovava la scritta in lingua gallese "Gorau Chwarae Cyd Chwarae" (in inglese Best play is team play), ovvero "il miglior gioco è quello di squadra".
Nel 2011 questo logo è stato rinnovato: lo scudo presenta forme meno squadrate e più curvilinee, i porri sono semplificati fino a sembrare narcisi e il motto in basso è stato inscritto su un nastro rosso e verde. Inoltre la testa del dragone viene girata verso destra, ossia in avanti, a indicare come la Federazione e la nazionale puntino a progredire nei risultati sportivi.
Un ulteriore rebranding avviene nel 2019, con la netta semplificazione dell'emblema, dal quale spariscono i porri e le componenti testuali: rimane un semplice scudetto bianco bordato di verde, contenente il disegno del dragone, sempre col capo rivolto a destra, ma in una differente resa grafica.

### Le divise
Non esistono testimonianze inerenti all'aspetto della divisa del Galles il giorno dell'esordio assoluto, nel match del 25 marzo 1875 contro la Scozia; la prima divisa dei Dragoni di cui si hanno notizie fu quella indossata nel 1877 (bianca, con il classico stemma del Principe del Galles cucito sul petto, e pantaloncini blu). Questo stesso completo è attestato anche per quanto riguarda il match contro l'Inghilterra del 1881. Due anni più tardi invece i Gallesi mutarono la loro divisa, scegliendo per una maglia completamente magenta accoppiata a dei pantaloncini bianchi. Dal 1895 al 1900 invece si assistette a un nuovo cambio: casacca partita bianco-verde (colori che rimandano allo sfondo della bandiera nazionale) e pantaloncini neri.

Nel 1901 subentrò il classico completo rosso (colore derivante dal dragone simbolo sia della nazione che della FAW), eventualmente bordato con particolari bianchi, con pantaloncini bianchi, che segnerà la storia della nazionale.

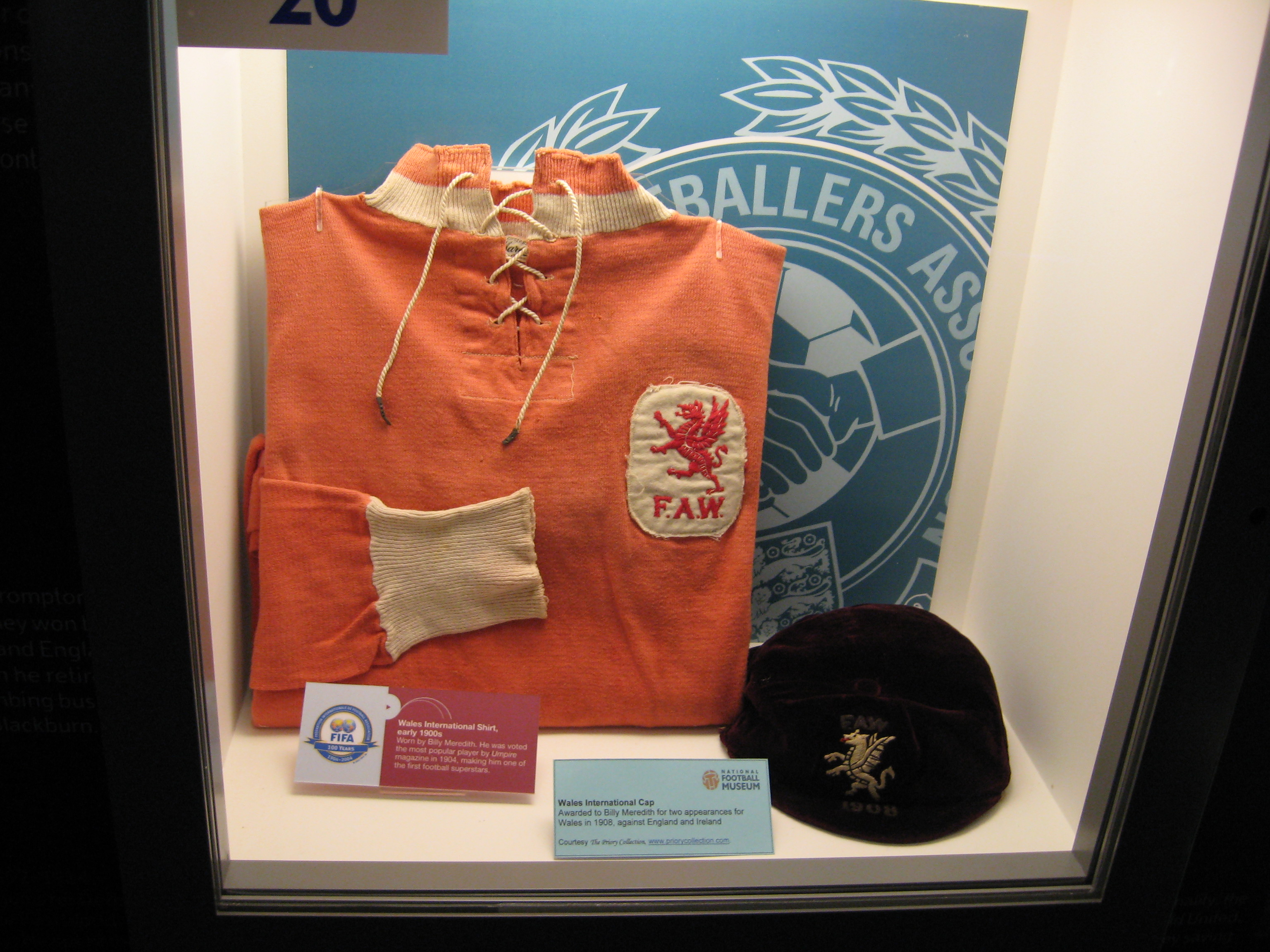
Una divisa gallese di Billy Meredith risalente al 1908

Dal 1946 le divise dei Dragoni furono prodotte dalla Umbro e nel 1949 abbiamo attestazione della presenza, per la prima volta di un completo di riserva, utilizzato in un'amichevole in trasferta contro il Portogallo in quanto i padroni di casa scendevano in campo anche loro con una divisa rossa, tale completo era composto da casacca gialla bordata in verde e pantaloncini neri, con i calzettoni a righe giallo-verdi. Il Galles si presentò ai mondiali del 1958, unici giocati nella sua storia, con una divisa rossa bordata in bianco come prima maglia, e una gialla con rifiniture verdi come seconda.
Nel 1972, in occasione di un match contro l'Inghilterra il Galles permise, per un'iniziativa di carattere pubblicitario, all'azienda inglese Bukta di disegnare la divisa per l'incontro: che si presentò molto simile a quella classica, con la sola particolarità di aver escluso completamente il bianco nelle bordature della casacca, colorate di giallo. La stessa Bukta disegnò le divise dei Dragoni per un anno nel 1975, mentre dal '76 l'azienda di riferimento fu la Admiral. I completi delle stagioni dal 1976 al 1979 presentavano delle bande orizzontali, leggermente curvate verso l'interno, giallo-verdi sulla prima divisa e rosso-verdi su quella di riserva.
Dal 1980, per sette anni, le divise gallesi furono disegnate dalla Adidas, in quanto la FAW dovette terminare il proprio contratto con la precedente azienda che era entrata in crisi finanziaria. Il design dei completi, tuttavia, rimase simile a quello delle stagioni precedenti. Per vedere grandi cambiamenti è necessario attendere il ritorno della Umbro, avvenuto nel 1990 dopo una breve parentesi di contratto con la Hummel: già dalla stagione 1990 furono inseriti dei particolari stilistici alla prima divisa, nel tentativo di renderla utilizzabile anche come vestito casual per i tifosi fuori dallo stadio e non solamente per i giocatori. Nel 1996 subentrò l'azienda italiana Lotto che apportò importanti modifiche inserendo nel completo del 2006 un dragone in trasparenza al centro della maglia.
Dal 2000 al 2008 le divise gallesi sono state disegnate dalla Kappa, che non ha apportato grandi cambiamenti ai primi due completi, ma ha introdotto una terza divisa: giallo-blu nel 2000-2001, gialla nel 2001-2002, azzurra dal 2003 al 2005, nera con una banda bianco-rossa nel 2005-2006 e infine bianca con finiture e maniche rosso-verdi nel 2007. Dal 2008 al 2010 la sponsorizzazione tecnica è stata affidata all'azienda statunitense Champion Sportswear, che ha reintrodotto il dragone in trasparenza sulla prima e sulla seconda divisa.
Dopo una breve parentesi segnata da un nuovo contratto con la Umbro (tra il 2010 e il 2013), la sponsorizzazione tecnica è passata nelle mani dell'Adidas.

#### Evoluzione della divisa
Casa
| 1876 | 1883 | 1895 | 1901 | 1905 | 1939 | 1943 | Mondiali 1958 | 1972 | 1976 |

| 1980 | 2003 | 2006 | 2012 | 2015 |

Trasferta
| 1949 | 1956 | 1973 | 1974 | 1976 | 1980 | 2002 | 2012 | 2015 |

## Sponsor tecnici
- 1976-1980  Admiral Sportswear
- 1980-1986  Adidas
- 1987-1989  Hummel
- 1990-1996  Umbro
- 1996-2000  Lotto
- 2000-2008  Kappa
- 2008-2010  Champions
- 2010-2013  Umbro
- 2013-  Adidas

## Tutte le rose

### Mondiali
Coppa del Mondo FIFA 19581 Kelsey, 2 Williams, 3 Hopkins, 4 Sullivan, 5 M. Charles, 6 Bowen, 7 Medwin, 8 Hewitt, 9 J. Charles, 10 I. Allchurch, 11 C. Jones, 12 K. Jones, 13 Vearncombe, 14 Edwards, 15 C. Baker, 16 Crowe, 17 Leek, 18 Vernon, 19 Webster, 20 Elsworthy, 21 L. Allchurch, 22 T. Baker, CT: Murphy
Coppa del Mondo FIFA 20221 Hennessey, 2 Gunter, 3 N. Williams, 4 B. Davies, 5 Mepham, 6 Rodon, 7 Allen, 8 Wilson, 9 Johnson, 10 Ramsey, 11 Bale, 12 Ward, 13 Moore, 14 Roberts, 15 Ampadu, 16 Morrell, 17 Lockyer, 18 J. Williams, 19 Harris, 20 James, 21 A. Davies, 22 Thomas, 23 Levitt, 24 Cabango, 25 Colwill, 26 Smith, CT: Page

### Europei
Campionato d'Europa UEFA 20161 Hennessey, 2 Gunter, 3 Taylor, 4 Davies, 5 Chester, 6 A. Williams, 7 Allen, 8 King, 9 Robson-Kanu, 10 Ramsey, 11 Bale, 12 Fôn Williams, 13 G. Williams, 14 Edwards, 15 Richards, 16 Ledley, 17 Cotterill, 18 Vokes, 19 Collins, 20 J. Williams, 21 Ward, 22 Vaughan, 23 Church, CT: Coleman
Campionato d'Europa UEFA 20201 Hennessey, 2 Gunter, 3 N. Williams, 4 B. Davies, 5 Lockyer, 6 Rodon, 7 Allen, 8 Wilson, 9 T. Roberts, 10 Ramsey, 11 Bale, 12 Ward, 13 Moore, 14 C. Roberts, 15 Ampadu, 16 Morrell, 17 Norrington-Davies, 18 J. Williams, 19 Brooks, 20 James, 21 A. Davies, 22 Mepham, 23 Levitt, 24 Cabango, 25 Colwill, 26 Smith, CT: Page

## Rosa attuale
Lista dei giocatori convocati per le gare di qualificazione al campionato mondiale di calcio 2026 del 22 e 25 marzo 2025.
Presenze e reti aggiornate al termine delle due gare.
|  | P | Danny Ward       | 22 giugno 1993    | 44 | -48 | Leicester City    |  |  |
|  | P | Adam Davies      | 17 luglio 1992    | 5  | -2  | Sheffield Utd     |  |  |
|  | P | Karl Darlow      | 8 ottobre 1990    | 5  | -2  | Leeds Utd         |  |  |
|  |   |                  |                   |    |     |                   |  |  |
|  | D | Ben Davies       | 24 aprile 1993    | 94 | 3   | Tottenham         |  |  |
|  | D | Connor Roberts   | 23 settembre 1995 | 61 | 3   | Burnley           |  |  |
|  | D | Joe Rodon        | 22 ottobre 1997   | 52 | 0   | Leeds Utd         |  |  |
|  | D | Chris Mepham     | 5 novembre 1997   | 48 | 0   | Sunderland        |  |  |
|  | D | Neco Williams    | 13 aprile 2001    | 46 | 4   | Nottingham Forest |  |  |
|  | D | Ben Cabango      | 30 maggio 2000    | 12 | 0   | Swansea City      |  |  |
|  | D | Jay Dasilva      | 22 aprile 1998    | 2  | 0   | Coventry City     |  |  |
|  |   |                  |                   |    |     |                   |  |  |
|  | C | Joe Allen        | 14 marzo 1990     | 77 | 2   | Swansea City      |  |  |
|  | C | David Brooks     | 8 luglio 1997     | 33 | 5   | Bournemouth       |  |  |
|  | C | Jordan James     | 2 luglio 2004     | 18 | 0   | Rennes            |  |  |
|  | C | Sorba Thomas     | 25 gennaio 1999   | 16 | 0   | Nantes            |  |  |
|  | C | Josh Sheehan     | 30 marzo 1995     | 12 | 0   | Bolton            |  |  |
|  | C | Oliver Cooper    | 14 dicembre 1999  | 5  | 0   | Swansea City      |  |  |
|  | C | Kai Andrews      | 6 agosto 2006     | 0  | 0   | Motherwell        |  |  |
|  |   |                  |                   |    |     |                   |  |  |
|  | A | Daniel James     | 10 novembre 1997  | 57 | 8   | Leeds Utd         |  |  |
|  | A | Kieffer Moore    | 8 agosto 1992     | 48 | 13  | Sheffield Utd     |  |  |
|  | A | Brennan Johnson  | 23 maggio 2001    | 35 | 5   | Tottenham         |  |  |
|  | A | Tom Lawrence     | 31 gennaio 1994   | 23 | 3   | Rangers           |  |  |
|  | A | Nathan Broadhead | 5 aprile 1998     | 14 | 2   | Ipswich Town      |  |  |
|  | A | Rabbi Matondo    | 9 settembre 2000  | 14 | 1   | Hannover 96       |  |  |
|  | A | Mark Harris      | 29 dicembre 1998  | 10 | 0   | Oxford Utd        |  |  |
|  | A | Liam Cullen      | 23 aprile 1999    | 8  | 2   | Swansea City      |  |  |
|  | A | Lewis Koumas     | 19 settembre 2005 | 5  | 0   | Stoke City        |  |  |

## Record individuali
Statistiche aggiornate al 9 giugno 2025.
- I calciatori in grassetto sono ancora in attività in nazionale.

### Giocatori con più presenze
| Posizione | Giocatore        | Presenze | Reti | Periodo   |
| --------- | ---------------- | -------- | ---- | --------- |
| 1         | Gareth Bale      | 111      | 41   | 2006-2022 |
| 2         | Chris Gunter     | 109      | 0    | 2007-2022 |
| 2         | Wayne Hennessey  | 109      | 0    | 2007-2023 |
| 4         | Ben Davies       | 96       | 3    | 2012-     |
| 5         | Neville Southall | 92       | 0    | 1982-1997 |
| 6         | Ashley Williams  | 86       | 2    | 2008-2019 |
| 6         | Aaron Ramsey     | 86       | 21   | 2008-     |
| 8         | Gary Speed       | 85       | 7    | 1990-2004 |
| 9         | Craig Bellamy    | 78       | 19   | 1998-2013 |
| 10        | Joe Ledley       | 77       | 4    | 2005-2018 |
| 10        | Joe Allen        | 77       | 2    | 2009-     |

### Giocatori con più reti
| Posizione | Giocatore       | Reti | Presenze | Periodo   |
| --------- | --------------- | ---- | -------- | --------- |
| 1         | Gareth Bale     | 41   | 111      | 2006-2022 |
| 2         | Ian Rush        | 28   | 73       | 1980-1996 |
| 3         | Trevor Ford     | 23   | 38       | 1947-1957 |
| 3         | Ivor Allchurch  | 23   | 68       | 1951-1966 |
| 5         | Dean Saunders   | 22   | 75       | 1986-2001 |
| 6         | Aaron Ramsey    | 21   | 86       | 2008-     |
| 7         | Craig Bellamy   | 19   | 78       | 1998-2013 |
| 8         | Robert Earnshaw | 16   | 59       | 2002-2011 |
| 8         | Cliff Jones     | 16   | 59       | 1954-1970 |
| 8         | Mark Hughes     | 16   | 72       | 1984-1999 |

## Calciatori

### Giocatori notevoli

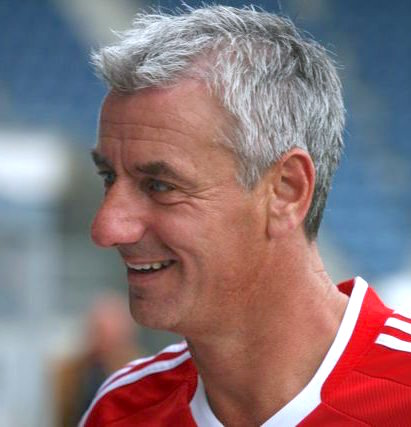
Ian Rush, secondo miglior marcatore della nazionale gallese, in un'immagine del 2008

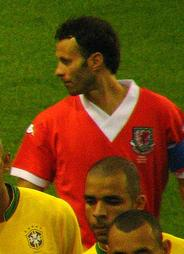
Ryan Giggs, giocatore simbolo della nazionale gallese tra gli anni 1990 e 2000, fotografato durante un match contro il

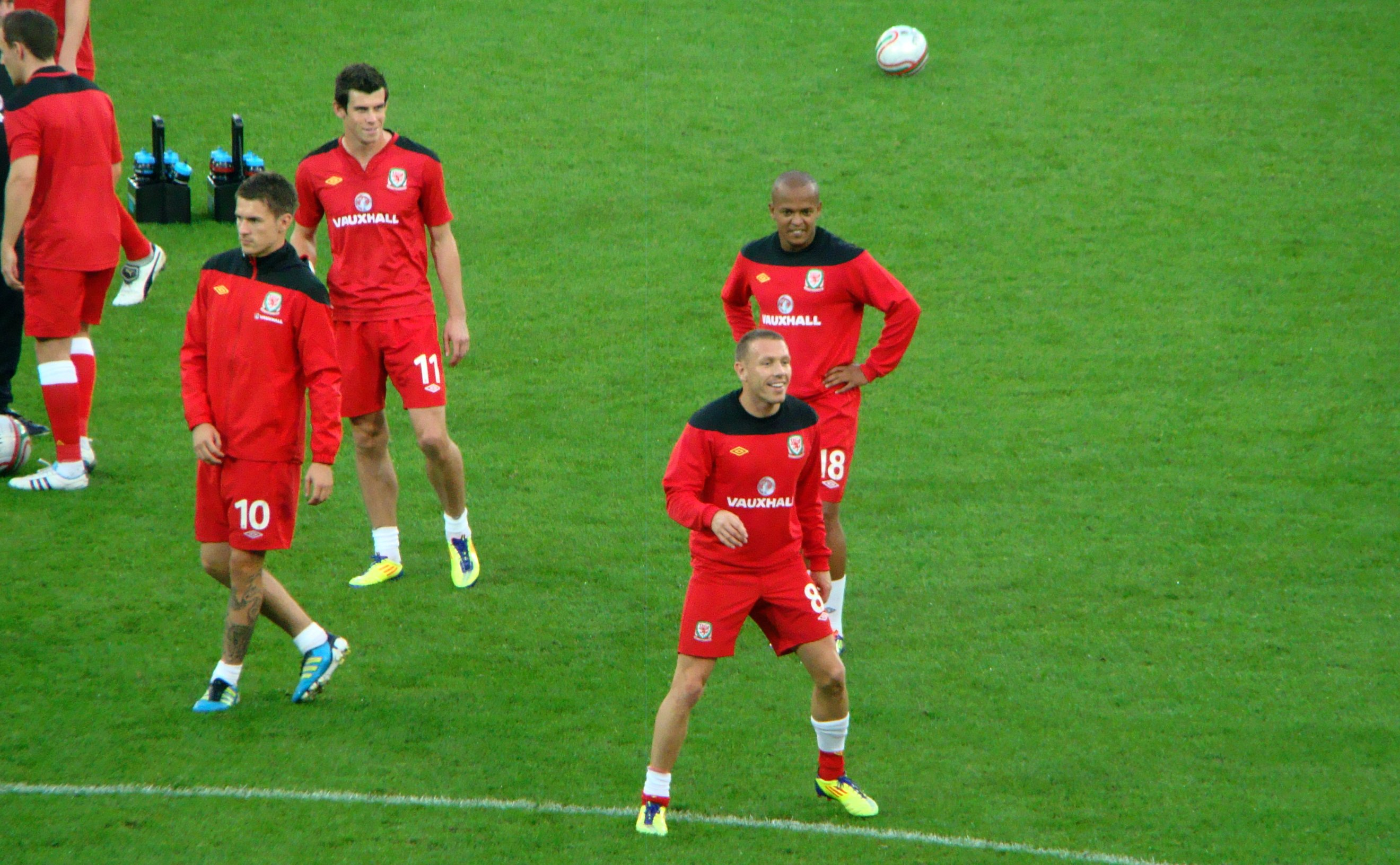
Bale, Bellamy, Ramsey ed Earnshaw durante il riscaldamento prima di una partita della nazionale

Inseriti nella Hall of Fame dello sport gallese
| - Ivor Allchurch - Horace Blew - Ronnie Burgess - John Charles - Trevor Ford - Mark Hughes - Bryn Jones - Cliff Jones - Fred Keenor | - Jack Kelsey - George Latham - Billy Meredith - Jimmy Murphy - Ivor Powell - Ian Rush - Alf Sherwood - John Toshack |

Inseriti nella Hall of Fame del calcio britannico
- 2002 John Charles
- 2005 Ryan Giggs
- 2006 Ian Rush
- 2007 Mark Hughes, Billy Meredith
- 2013 Cliff Jones

Inseriti tra le Football League 100 Legends
| - Ivor Allchurch - John Charles - Trevor Ford - Ryan Giggs | - Cliff Jones - Billy Meredith - Ian Rush - Neville Southall |

Vincitori del premio Calciatore dell'anno (FWA)
- Ian Rush (1984)
- Neville Southall (1985)
- Gareth Bale (2013)

Vincitori del premio Calciatore dell'anno (PFA)
- Ian Rush (1984)
- Mark Hughes (1989, 1991)
- Ryan Giggs (2009)
- Gareth Bale (2011, 2013)

Inseriti in una Squadra dell'anno della PFA
- Leighton James (1975)
- John Toshack (1976)
- Ian Rush (1983, 1984, 1985, 1987, 1991)
- Kevin Ratcliffe (1985)
- Mark Hughes (1986, 1989, 1991, 1992)
- Neville Southall (1987, 1988, 1989, 1990)
- Gary Speed (1993)
- Ryan Giggs (1993, 1998, 2001, 2002, 2007, 2009)
- Gareth Bale (2011, 2012, 2013)

## Commissari tecnici
- 1876-1954: Commissione Tecnica Federale
- 1954-1956:  Walley Barnes (1954-1956)
- 1956-1958: Commissione Tecnica Federale
- 1958:  Jimmy Murphy
- 1958-1964: Commissione Tecnica Federale
- 1964-1974:  Dave Bowen
- 1974-1979:  Mike Smith
- 1979-1987:  Mike England
- 1987-1993:  Terry Yorath
- 1993-1994:  John Toshack
- 1994-1995:  Mike Smith
- 1995-1999:  Bobby Gould
- 1999-2004:  Mark Hughes
- 2004-2010:  John Toshack
- 2010:  Brian Flynn
- 2010-2011:  Gary Speed
- 2012-2017:  Chris Coleman
- 2018-2021:  Ryan Giggs
- 2021-2024:  Robert Page
- 2024-:  Craig Bellamy

## Confronti con le altre nazionali
Sono prese in considerazione le nazionali contro cui il Galles ha disputato nella sua storia almeno 10 incontri. Le partite terminate ai calci di rigore sono contate come pareggio.

### Saldo positivo
| Nazionale        | Giocate | Vinte | Pareggiate | Perse | Reti Fatte | Reti Subite | Differenza reti | Ultima vittoria  | Ultimo pareggio   | Ultima sconfitta |
| ---------------- | ------- | ----- | ---------- | ----- | ---------- | ----------- | --------------- | ---------------- | ----------------- | ---------------- |
| Irlanda del Nord | 59      | 28    | 17         | 14    | 93         | 68          | +25             | 25 giugno 2016   | 24 marzo 2016     | 23 maggio 1980   |
| Irlanda          | 56      | 25    | 12         | 19    | 117        | 82          | +35             | 15 novembre 2020 | 11 ottobre 2020   | 9 ottobre 2017   |
| Irlanda          | 35      | 17    | 7          | 11    | 96         | 62          | +34             | 15 marzo 1924    | 18 aprile 1925    | 13 febbraio 1926 |
| Finlandia        | 16      | 7     | 5          | 4     | 25         | 14          | +11             | 21 marzo 2024    | 1º settembre 2021 | 10 ottobre 2009  |
| Ungheria         | 12      | 6     | 2          | 4     | 15         | 14          | +1              | 19 novembre 2019 | 20 marzo 1963     | 11 giugno 2019   |
| Bulgaria         | 10      | 5     | 1          | 4     | 6          | 8           | -2              | 14 ottobre 2020  | 15 agosto 2006    | 8 ottobre 2010   |
| Turchia          | 10      | 4     | 3          | 3     | 13         | 10          | +3              | 16 giugno 2021   | 6 settembre 2024  | 19 giugno 2023   |

### Saldo negativo
| Nazionale      | Giocate | Vinte | Pareggiate | Perse | Reti Fatte | Reti Subite | Differenza reti | Ultima vittoria   | Ultimo pareggio   | Ultima sconfitta  |
| -------------- | ------- | ----- | ---------- | ----- | ---------- | ----------- | --------------- | ----------------- | ----------------- | ----------------- |
| Scozia         | 107     | 23    | 23         | 61    | 124        | 243         | -119            | 22 marzo 2013     | 10 settembre 1985 | 25 maggio 2011    |
| Inghilterra    | 104     | 14    | 21         | 69    | 91         | 253         | -162            | 2 maggio 1984     | 20 maggio 1981    | 29 novembre 2022  |
| Germania       | 17      | 2     | 6          | 9     | 10         | 26          | -16             | 14 maggio 2002    | 21 novembre 2007  | 1º aprile 2009    |
| Belgio         | 17      | 5     | 5          | 7     | 23         | 23          | 0               | 1º luglio 2016    | 11 giugno 2022    | 22 settembre 2022 |
| Cecoslovacchia | 12      | 3     | 3          | 6     | 10         | 15          | -5              | 19 novembre 1980  | 8 settembre 1993  | 11 novembre 1987  |
| Norvegia       | 11      | 3     | 4          | 4     | 15         | 14          | +1              | 12 novembre 2011  | 27 maggio 2004    | 5 settembre 2001  |
| Austria        | 11      | 4     | 2          | 5     | 11         | 14          | -3              | 24 marzo 2022     | 6 ottobre 2006    | 30 marzo 2005     |
| Polonia        | 11      | 1     | 2          | 8     | 6          | 13          | -7              | 28 marzo 1973     | 26 marzo 2024     | 25 settembre 2022 |
| Danimarca      | 11      | 4     | 0          | 7     | 9          | 16          | -7              | 19 novembre 2008  | -                 | 26 giugno 2021    |
| Italia         | 10      | 2     | 0          | 8     | 5          | 24          | -19             | 16 ottobre 2002   | -                 | 20 giugno 2021    |
| Paesi Bassi    | 10      | 0     | 0          | 10    | 8          | 29          | -21             | -                 | -                 | 14 giugno 2022    |
| Brasile        | 10      | 1     | 1          | 8     | 5          | 20          | -15             | 10 settembre 1991 | 12 giugno 1983    | 5 settembre 2006  |

- Nota bene: per Irlanda s'intende la nazionale che giocò dal 1882 al 1922 quando cioè la totalità dell'isola era ancora parte del Regno Unito e giocavano insieme sia Irlandesi che Nord-irlandesi. Per Cecoslovacchia si intende la nazionale che giocò dal 1920 al 1993 dove giocavano insieme sia i Cechi che gli Slovacchi.

## Palmarès
- Torneo Interbritannico: 12

1907; 1920; 1924; 1928; 1933; 1934; 1937; 1939 (ex aequo); 1952 (ex aequo); 1956 (ex aequo); 1960 (ex aequo); 1970 (ex aequo)

## Partecipazioni ai tornei internazionali
Legenda: Grassetto: Risultato migliore, Corsivo: Mancate partecipazioni

## Statistiche dettagliate sui tornei internazionali

### Mondiali
| Anno | Luogo                    | Piazzamento      | V | N | P | Gol |
| ---- | ------------------------ | ---------------- | - | - | - | --- |
| 1930 | Uruguay                  | Non partecipante | - | - | - | -   |
| 1934 | Italia                   | Non partecipante | - | - | - | -   |
| 1938 | Francia                  | Non partecipante | - | - | - | -   |
| 1950 | Brasile                  | Non qualificata  | - | - | - | -   |
| 1954 | Svizzera                 | Non qualificata  | - | - | - | -   |
| 1958 | Svezia                   | Quarti di finale | 0 | 3 | 1 | 2:3 |
| 1962 | Cile                     | Non qualificata  | - | - | - | -   |
| 1966 | Inghilterra              | Non qualificata  | - | - | - | -   |
| 1970 | Messico                  | Non qualificata  | - | - | - | -   |
| 1974 | Germania Ovest           | Non qualificata  | - | - | - | -   |
| 1978 | Argentina                | Non qualificata  | - | - | - | -   |
| 1982 | Spagna                   | Non qualificata  | - | - | - | -   |
| 1986 | Messico                  | Non qualificata  | - | - | - | -   |
| 1990 | Italia                   | Non qualificata  | - | - | - | -   |
| 1994 | Stati Uniti              | Non qualificata  | - | - | - | -   |
| 1998 | Francia                  | Non qualificata  | - | - | - | -   |
| 2002 | Corea del Sud / Giappone | Non qualificata  | - | - | - | -   |
| 2006 | Germania                 | Non qualificata  | - | - | - | -   |
| 2010 | Sudafrica                | Non qualificata  | - | - | - | -   |
| 2014 | Brasile                  | Non qualificata  | - | - | - | -   |
| 2018 | Russia                   | Non qualificata  | - | - | - | -   |
| 2022 | Qatar                    | Primo turno      | 0 | 1 | 2 | 1:6 |

### Europei
| Anno | Luogo                | Piazzamento      | V | N | P | Gol  |
| ---- | -------------------- | ---------------- | - | - | - | ---- |
| 1960 | Francia              | Non partecipante | - | - | - | -    |
| 1964 | Spagna               | Non qualificata  | - | - | - | -    |
| 1968 | Italia               | Non qualificata  | - | - | - | -    |
| 1972 | Belgio               | Non qualificata  | - | - | - | -    |
| 1976 | Jugoslavia           | Non qualificata  | - | - | - | -    |
| 1980 | Italia               | Non qualificata  | - | - | - | -    |
| 1984 | Francia              | Non qualificata  | - | - | - | -    |
| 1988 | Germania Ovest       | Non qualificata  | - | - | - | -    |
| 1992 | Svezia               | Non qualificata  | - | - | - | -    |
| 1996 | Inghilterra          | Non qualificata  | - | - | - | -    |
| 2000 | Belgio / Paesi Bassi | Non qualificata  | - | - | - | -    |
| 2004 | Portogallo           | Non qualificata  | - | - | - | -    |
| 2008 | Austria / Svizzera   | Non qualificata  | - | - | - | -    |
| 2012 | Polonia / Ucraina    | Non qualificata  | - | - | - | -    |
| 2016 | Francia              | Semifinali       | 4 | 0 | 2 | 10:6 |
| 2020 | Europa               | Ottavi di finale | 1 | 1 | 2 | 3:6  |
| 2024 | Germania             | Non qualificata  | - | - | - | -    |

### Confederations Cup
| Anno | Luogo                    | Piazzamento     | V | N | P | Gol |
| ---- | ------------------------ | --------------- | - | - | - | --- |
| 1992 | Arabia Saudita           | Non invitata    | - | - | - | -   |
| 1995 | Arabia Saudita           | Non invitata    | - | - | - | -   |
| 1997 | Arabia Saudita           | Non qualificata | - | - | - | -   |
| 1999 | Messico                  | Non qualificata | - | - | - | -   |
| 2001 | Corea del Sud / Giappone | Non qualificata | - | - | - | -   |
| 2003 | Francia                  | Non qualificata | - | - | - | -   |
| 2005 | Germania                 | Non qualificata | - | - | - | -   |
| 2009 | Sudafrica                | Non qualificata | - | - | - | -   |
| 2013 | Brasile                  | Non qualificata | - | - | - | -   |
| 2017 | Russia                   | Non qualificata | - | - | - | -   |

### Nations League
| Anno      | Luogo       | Piazzamento   | V | N | P | Gol  |
| --------- | ----------- | ------------- | - | - | - | ---- |
| 2018-2019 | Portogallo  | 7° in Lega B  | 2 | 0 | 2 | 6:5  |
| 2020-2021 | Italia      | 1° in Lega B  | 5 | 1 | 0 | 7:1  |
| 2022-2023 | Paesi Bassi | 16° in Lega A | 0 | 1 | 5 | 6:11 |
| 2024-2025 | Germania    | 3° in Lega B  | 3 | 3 | 0 | 9:4  |